# Internettezza urbana
Internettezza urbana, pubblicato il 31 maggio 2002, è il secondo album ufficiale dei Gem Boy.
Tutti i testi delle canzoni sono riadattamenti di testi trovati su internet.

## Tracce
1. Donna PC
2. Quark
3. Holly & Benji
4. Notte itagliana
5. Domanda
6. Canzone del cazzo
7. Solo nei film
8. Cavalieri del 2000
9. Cambiando sesso
10. Latin Lover

## Formazione
- Carlo Sagradini - voce
- Marco Sangiorgi - tastiere, tromba
- Davide Fiorello - chitarra
- Siro Bonfiglioli - basso
- Max Vicinelli - batteria
- Michele "Sdrushi" Romagnoli - Editing